# ガールフレンド (マイケル・ジャクソンの曲)
「ガールフレンド」（Girlfriend）は、1980年にマイケル・ジャクソンが発表したシングル。

## 解説
作詞・作曲は元ビートルズのポール・マッカートニーによる。元々は1974年にジャクソン5のために作られた曲。ポール自身も1978年のウイングスのアルバム『ロンドン・タウン』で発表している。
1979年発表のアルバム『オフ・ザ・ウォール』からの第5弾シングル。本国アメリカではシングル・カットされていない。
B面「ブレス・ヒズ・ソウル」は、ジャクソンズ名義による1978年のアルバム『デスティニー』収録曲。

## 収録曲
- UKシングル

1. ガールフレンド
2. ブレス・ヒズ・ソウル（with ザ・ジャクソンズ）